# 1918 في روسيا
فيما يلي قوائم الأحداث التي وقعت خلال عام 1918 في روسيا.

## سياسة

### تعيين في المنصب
- 18 نوفمبر – ألكسندر كولتشاك Supreme Ruler of Russia [الإنجليزية]‏.

## مواليد

### مارس
- 15 مارس – زارا دولوخانوفا

### ديسمبر
- 11 ديسمبر – ألكسندر سولجنيتسين كاتب روسي.

## وفيات

### يناير
- 1 يناير – مراد توبتاني (مواليد 1867)
- 6 يناير – جورج كانتور (مواليد 1845)
- 20 يناير – فلاديمير ناليفكين (مواليد 1852) دبلوماسي روسي.

### مايو
- 30 مايو – جورجي بليخانوف (مواليد 1856)

### يونيو
- 9 يونيو – آنا دوستويفسكايا (مواليد 1846)

### يوليو
- 17 يوليو – أولغا نيكولايفنا (مواليد 1895) كبرى بنات آخر آباطرة روسيا الإمبراطور الأوتقراطي نيقولا الثاني وزوجته الإمبراطورة ألكسندرا فيودورفنا..
- 17 يوليو – الدوقة الكبرى أناستاسيا نيكولايفنا من روسيا (مواليد 1901) سياسية روسية.
- 17 يوليو – تاتيانا نيكولايفنا (مواليد 1897)
- 17 يوليو – نيقولا الثاني إمبراطور روسيا (مواليد 1868)

### سبتمبر
- 25 سبتمبر – ميخائيل ألكسيف (مواليد 1857)

### نوفمبر
- 3 نوفمبر – ألكسندر ليابونوف (مواليد 1857) رياضياتي روسي.

### ديسمبر
- 8 ديسمبر – أندريه فامنتسين (مواليد 1835) عالم نبات روسي.
- 26 ديسمبر – جيرمان لوباتين (مواليد 1845) كاتب روسي.